# Typ K (Sowjetunion)
Der Typ K war eine sowjetische Klasse von U-Kreuzern, die im Zweiten Weltkrieg zum Einsatz kamen.

## Allgemein
Der Entwurf wurde am 15. April 1935 dem Politbüro vorgestellt. Es sollten bis 1942 20 Exemplare gebaut werden und später 42 Stück eines Nachfolgetypen. Er war für die ozeanische Kriegsführung gedacht.
Zwischen 1936 und 1938 wurden 12 Stück auf Werften in Leningrad in Bau gegeben, von denen 6 im Juni 1941 fertiggestellt waren und der Nordflotte zugeführt wurden. Während des Krieges wurden 5 für die Baltische Flotte fertiggestellt.
Da der Kampfeinsatz eine größere Strecke in Überwasserfahrt einschloss, entwickelte man zur Aufklärung das kleine zusammenklappbare Flugboot Tschetwerikow SPL. Als gut wurde die Tauchzeit von 50 Sekunden gewertet.

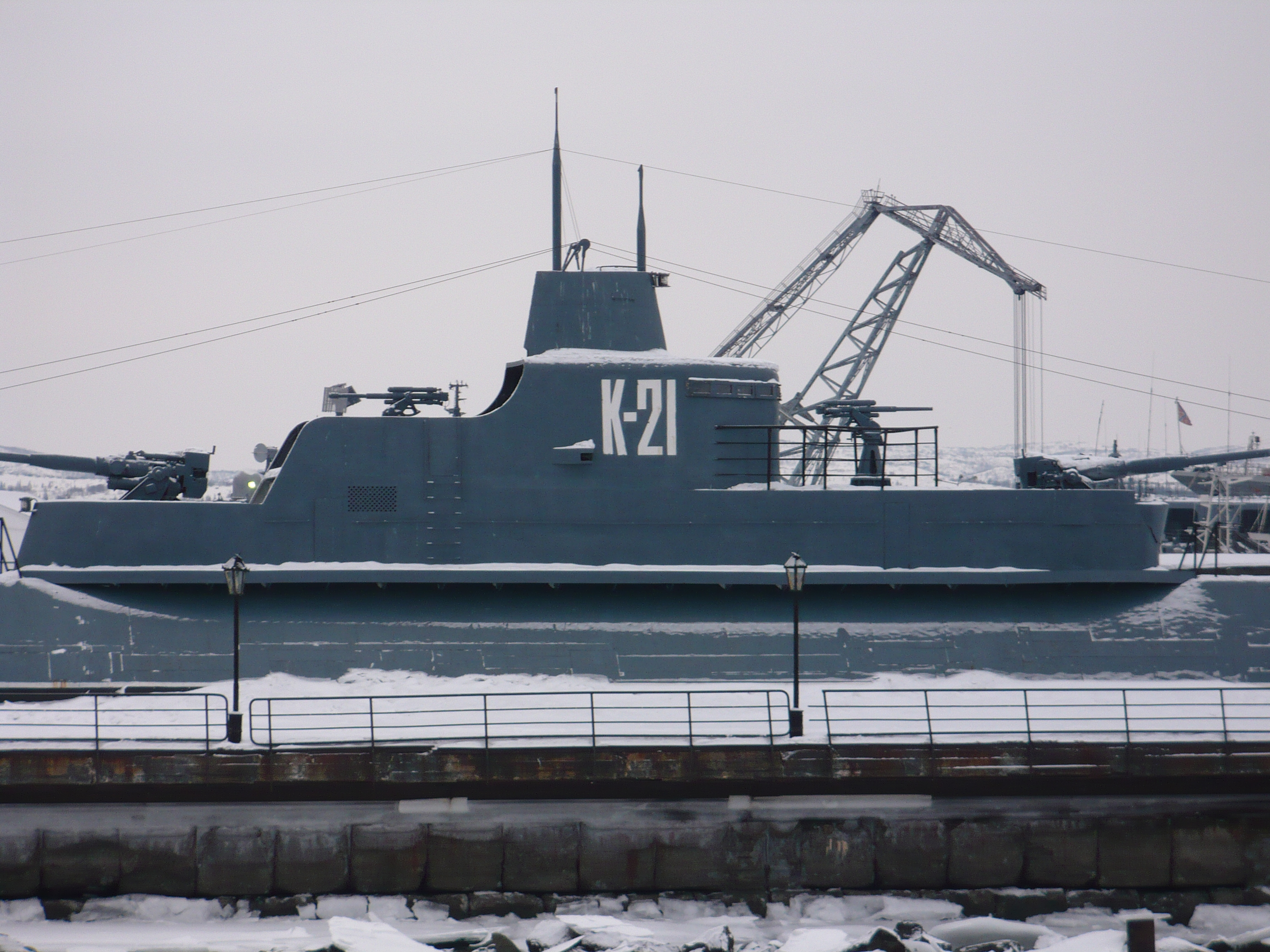
K-21